# Quintilio Perini
Quintilio Perini (Mattarello, 24 marzo 1865 – Rovereto, 15 agosto 1942) è stato un numismatico e storico italiano.

## Biografia
Nato a Mattarello, borgo al tempo appartenente alla Principesca Contea del Tirolo nell'Impero d'Austria-Ungheria, fu un numismatico, storico e chimico farmacista.
In quasi quarant'anni di lavoro ha dato alla stampa 174 pubblicazioni. Fu noto numismatico e collezionista di monete antiche, con particolare riguardo alle Zecche delle Tre Venezie. Ebbe rapporti con collezionisti, ditte numismatiche e direttori dei principali musei in Europa. All'inizio della prima guerra mondiale possedeva una delle più preziose collezioni dell'Italia settentrionale. Frutto di questa sua raccolta furono in quel periodo alcune informatissime sue pubblicazioni sulle Zecche di Verona, Treviso, San Marino, Padova, Aquileia, Frinco, Vicenza, Correggio, Merano, Trento, Francoforte sul Meno, Gorizia, Modena, Ivrea, Soragna, della Repubblica Romana del 1849, di Gazoldo degli Ippoliti e molte altre. 
Vittorio Emanuele III di Savoia Re d'Italia, coltissimo numismatico, con il quale era in stretta relazione, lo volle come collaboratore del Corpus Nummorum Italicorum.
In tutti i suoi lavori scorgiamo una indiscussa competenza storico-numismatica ed un senso speciale di indagine e di investigazione delle fonti documentarie.
L'attività del Perini non si limitò solo allo studio delle monete antiche, ma si estese nel campo della storia trentina. Negli anni che vanno dal 1893 al 1914, apparvero moltissimi suoi articoli sulle riviste trentine dell'epoca, tra cui gli Atti dell'Accademia Roveretana degli Agiati, Accademia che lo inviò come rappresentante delle terre italiane irredente al Congresso Internazionale di Scienze Storiche tenutosi a Roma nel 1903. Fondò la rivista San Marco con l'intendimento di studiare e illustrare le vicende della Vallagarina durante il dominio della Serenissima (Repubblica di Venezia). Nel 1915, allo scoppio della guerra, dovette sospendere le pubblicazioni e a suo carico venne imbastito un processo per alto tradimento. La polizia austriaca invase la sua casa, sequestrò tutta la corrispondenza, mentre nel corso dell'inquisizione la biblioteca, unica per numero e rarità di opere storico-numismatiche, e la preziosissima raccolta numismatica, venivano disperse.
Fu pure conoscitore della sfragistica, illustrando i sigilli di molte nobili antiche famiglie trentine, delle quali pubblicò la storia e la genealogia.
Cultore di storia patria e irredentista fervente, il Perini diede tutta la sua opera affinché la storia di Rovereto, fin dai tempi più antichi, venisse portata alla luce e fosse studiata da quei giovani che si preparavano alle battaglie irredentistiche per la liberazione del Trentino e l'annessione all'Italia.

## Incarichi e onorificenze
- dal 1893 socio corrispondente della Società Numismatica Italiana di Milano;
- dal 1895 socio corrispondente dell'American Numismatic and Archaeological Society di New York;
- dal 1895 socio corrispondente della K.K. Central Commission für Kunst- und Historische Denkmale di Vienna;
- dal 1895 socio dell'Accademia degli Agiati di Rovereto;
- dal 1897 socio corrispondente della Societè royal de numismatique belge di Bruxelles;
- dal 1898 socio effettivo a vita della Societè suisse de numismatique di Ginevra;
- dal 1899 socio corrispondente della Bayerische Numismatische Gesellschaft di Monaco;
- dal 1900 Medaglia d'argento al Merito della Repubblica di San Marino;
- dal 1900 socio corrispondente dell'Ateneo di Brescia;
- dal 1901 socio corrispondente della Societè francaise de Numismatique di Parigi;
- dal 1902 socio corrispondente della Regia Accademia lucchese di Scienze, Lettere ed Arti di Lucca;
- dal 1903 consigliere onorario del Circolo numismatico milanese di Milano;
- dal 1904 cavaliere dell'Ordine della Corona d'Italia di motu proprio di S.M. il re Vittorio Emanuele III di Savoia;
- dal 1904 socio corrispondente della Accademia scientifica veneto-trentina-istriana di Padova;
- dal 1906 socio corrispondente della Regia Accademia Virgiliana di Mantova;
- dal 1909 socio corrispondente della i.r. società araldica Adler di Vienna;
- dal 1909 socio corrispondente del Numismatischer Verein di Dresda;
- dal 1912 membro corrispondente onorario dell'Istituto armerista italiano di Roma;
- dal 1913 socio corrispondente del Circolo numismatico napoletano di Napoli;
- dal 1919 socio corrispondente della Società d'Archeologia e Belle Arti di Torino;
- dal 1919 consulente per la tutela del patrimonio artistico del Trentino di Trento;
- dal 1920 socio effettivo della Regia Deputazione Veneta di Storia Patria di Venezia;
- dal 1929 socio ordinario della Società per gli studi trentini di Trento;
- dal 1936 Deputato della regia Deputazione di storia patria per le Venezie.